# Algoma (Mississippi)
Algoma è una città (town) degli Stati Uniti d'America, situata nella contea di Pontotoc, nello Stato del Mississippi.